# キャンディレイン
『キャンディレイン』（原題：花吃了那女孩、英：Candy Rain）は、2008年製作の台湾映画。4話からなるオムニバス映画。
2009年第18回東京国際レズビアン&ゲイ映画祭(7月11日、18日) にて日本初上映。

## キャスト
- リッキー：カリーナ・ラム
- リッキーの恋人：王心凌
- リッキーの元恋人：路嘉欣(ジョジー・ルー)
- リッキーの元恋人：許安安（シュー・アンアン）
- U：張榕容（チャン・ロンロン／サンドリーナ・ピンナ）
- リン：魏如萱(ウェイ・ルーシュアン)-自然捲(ナチュラルQ)元ボーカル